# Ancón de la Presa
Ancón de la Presa är en ort i Mexiko.   Den ligger i kommunen Tlatlaya och delstaten Mexiko, i den södra delen av landet, 160 km sydväst om huvudstaden Mexico City. Ancón de la Presa ligger 445 meter över havet och antalet invånare är 354.
Terrängen runt Ancón de la Presa är huvudsakligen kuperad, men åt sydväst är den platt. Runt Ancón de la Presa är det ganska glesbefolkat, med 43 invånare per kvadratkilometer. Närmaste större samhälle är Arcelia, 12,6 km söder om Ancón de la Presa. Omgivningarna runt Ancón de la Presa är en mosaik av jordbruksmark och naturlig växtlighet.